# Samen Nieuw Aartselaars Project
Samen Nieuw Aartselaars Project (Samen NAP) is een Belgische lokale politieke partij in Aartselaar.

## Geschiedenis
De partij werd opgericht in 1988 als scheurlijst van de lokale afdeling van de CVP. Ze kreeg de naam Nieuwe Aartselaarse Partij (NAP), drijvende krachten in deze periode waren Jef Van Hissenhoven en Walter Geuens. De nieuw opgerichte partij trad na de gemeenteraadsverkiezingen van 1988 toe tot het Aartselaarse schepencollege, dat voorts bestond uit PVV, Volksunie en SP. Van Hissenhoven werd daarbij schepen van Openbare Werken. Na de gemeentelijke stembusgang van 1994 zette NAP haar coalitie met VLD verder. De bestuursmeerderheid bestond die legislatuur voorts uit SP en VBA. Schepen voor NAP werd wederom Van Hissenhoven, ditmaal met de bevoegdheden Openbare Werken en Onderwijs. De twee andere raadsleden waren Rudy Mostien en Lea Den Abt.
De VLD behaalde bij de lokale verkiezingen van 2000 een absolute meerderheid (43,22%, goed voor dertien verkozenen). DE NAP van haar kant boekte een verlies van iets meer dan twee procent en kwam daarbij uit op 11,23% van de stemmen. Het aantal mandatarissen verminderde hierdoor van drie naar twee. Desondanks werd de coalitie met VLD verder gezet. Schepen names NAP werd Lea Den Abt. Bij de gemeenteraadsverkiezingen van 2006 won de partij een halve procent en kwam daarbij uit op 11,82% van de stemmen. Ze behield haar twee verkozenen en zette haar coalitie met VLD verder. Schepen namens NAP bleef Lea Den Abt, ze kreeg daarbij de bevoegdheden onderwijs, jeugd en landbouw toegewezen. Kris Wils werd gemeenteraadsvoorzitter. In 2009 volgde Wils Lea Den Abt op als schepen, Den Abt nam vanaf dan de positie van Wils in aan het hoofd van de gemeenteraad.
In juli 2012 werd bekend dat gemeente- en provincieraadslid Rina Van de Weyer overkwam van de CD&V. Lijsttrekker voor de stembusgang van 2012 was toenmalig schepen Kris Wils. Gemeenteraadsvoorzitster Lea Den Abt kreeg de tweede plaats. De partij behaalde 11,62% van de stemmen en behield haar twee verkozenen. NAP werd evenwel naar de oppositie verwezen nadat bekend werd dat N-VA een coalitie sloot met het kartel sp.a-Groen. In oktober 2015 werd aangekondigd dat de partij (in aanloop naar de lokale verkiezingen van 2018) een kartel met CD&V zou vormen. Een dag voor de verkiezingen werd bekend dat NAP-stichter Jef Van Hissenhoven was overleden. Kopman was deze verkiezingen opnieuw Kris Wils. De kartelpartners behaalde samen 14% van de stemmen, goed voor drie verkozenen (die alle drie kandidaat waren namens de NAP). De kartelpartners werden na de verkiezingen wederom naar de oppositie verwezen, nadat bekend werd dat N-VA (dat een absolute meerderheid had behaald) met Groen zou verder besturen. Twee maanden na de verkiezingen werd het kartel met CD&V opgezegd.
In november 2022 werd een nieuwe naam voor de partij bekend gemaakt, 'Samen Nieuw Aartselaars Project' (Samen NAP). Lijsttrekker voor de gemeenteraadsverkiezingen van 2024 werd Rudy Siebens. Bij deze stembusgang behaalde de partij 14,5% van de stemmen, goed voor drie zetels in de gemeenteraad. De partij - die de op een na grootste werd in Aartselaar - werd evenwel naar de oppositie verwezen toen bleek dat de N-VA (die wederom een absolute meerderheid had behaald) besloot alleen te besturen.